# You da One
You Da One je píseň barbadoské zpěvačky Rihanny z její šesté studiové nahrávky Talk That Talk.

## Videoklip
Videoklip byl vypuštěn v pátek 23. prosince 2011. Režie se ujala Melina Matsoukas, která má na svědomí i klip k singlu We Found Love. Klip se točil v Irsku. V klipu Rihanna vystupuje v blond paruce se zlatými zuby.